# Ola Lindgren
Per Ola Markus Lindgren, född 29 februari 1964 i Halmstad, är en svensk handbollstränare och tidigare handbollsspelare. Han spelade 376 landskamper (näst flest genom tiderna) och gjorde 482 mål för Sveriges herrlandslag och var en nyckelspelare under hela perioden som kom att kallas "Bengan Boys", efter förbundskaptenen Bengt "Bengan" Johansson. Mellan 1986 och 2003 var han med om att vinna 13 mästerskapsmedaljer, varav tre OS-silver (1992, 1996 och 2000) och två VM-guld (1990 och 1999). Från 2008 till 2016 delade han ansvaret med Staffan Olsson som förbundskapten för samma landslag, med OS-silver 2012 i London som största merit.

## Spelarkarriär

### Klubblagsspel
Ola Lindgren debuterade i elitserien 1981 för HK Drott. Han spelade sammanlagt elva säsonger i klubben och tog fyra SM-guld, 1984, 1988, 1990 och 1994. 1989 och 1990 blev han dessutom utnämnd till Årets handbollsspelare i Sverige. Utöver Drott spelade han under sin karriär även i de tyska klubbarna TSV Dutenhofen, HSV Düsseldorf och HSG Nordhorn. Mot slutet av karriären kom Lindgren främst att betraktas som försvarsspelare och spelade ofta endast i försvar.

### Landslagsspel
I Sveriges herrlandslag är Lindgren den spelare som gjort näst flest landskamper efter Magnus Wislander, hela 376 stycken under vilka han gjorde 482 mål. Han landslagsdebuterade 1986 och var bland annat med om att vinna VM-guld 1990 och 1999, EM-guld 1998, 1994, 2000 och 2002 samt OS-silver 1992 i Barcelona, 1996 i Atlanta och 2000 i Sydney. Under VM 2001 spelade Lindgren flera matcher med en bruten näsa, han använde sig av en heltäckande mask som skydd. I turneringen blev Sverige silvermedaljör när Frankrike vann efter förlängning. Han deltog även vid OS 1988 i Seoul. Sin sista landskamp spelade han 2003.

## Tränarkarriär

### Klubblagstränare
2003 avslutande Ola Lindgren sin spelarkarriär och tog istället över som tränare för HSG Nordhorn. 2008 ledde han Nordhorn till seger i EHF-cupen, klubbens första stora titel. Efter att Nordhorn begärts i konkurs skrev han i mars 2009 på för den tyska toppklubben Rhein-Neckar Löwen. I september 2010 fick han sparken därifrån men var fortsatt betald av klubben för att kontraktet gällde till och med sommaren 2012. I november 2011 kom parterna överens om att lösa kontraktet. Han avslöjade i samma stund att han bland annat hade tvingats tacka nej till huvudtränaransvaret för Aalborg Håndbold samma höst på grund av att han fortfarande var kontraktsbunden.
Den 1 maj 2012 tog Lindgren över ansvaret som tränare för IFK Kristianstad. Han bidrog till att laget vann fyra raka SM-guld, 2015, 2016, 2017 och 2018. Den 31 januari 2019 meddelade IFK Kristianstad att de avslutar samarbetet med Ola Lindgren och Ljubomir Vranjes ersatte Lindgren.

### Förbundskapten
2007 blev Lindgren assisterande förbundskapten till Ingemar Linnéll i Sveriges herrlandslag, med extra ansvar för försvarsspelet. När Linnéll lämnade landslaget 2008 tog han tillsammans med Staffan Olsson över som förbundskapten. Han skötte uppdraget parallellt med sina uppdrag som klubblagstränare tills september 2016, då Kristján Andrésson ersatte dem som förbundskapten.

## Klubbar

### Som spelare
- HK Drott (1981–1990)
- TSV Dutenhofen (1990–1992)
- HK Drott (1992–1995)
- HSV Düsseldorf (1995–1998)
- HSG Nordhorn (1998–2003)

### Som tränare
- HSV Düsseldorf (spelande tränare, 1996–1998)
- HSG Nordhorn (2003–2009)
- Rhein-Neckar Löwen (2009–2010)
- IFK Kristianstad (2012–2019)
- Al Ahly (2019-2020)